# Bartolina Sisa
Bartolina Sisa (communauté de Sullkawi, 1750 ou 1753 ‒ La Paz, 1782) était une combattante aymara, cheffe politique et militaire, reine des Aymaras et vice-reine inca. Elle est connue pour être une guerrière, mais également pour sa qualité de stratège et ses discours mobilisateurs. Elle est aujourd'hui une héroïne en Bolivie. 
Conjointement à son mari, le caudillo et vice-roi aimara Túpac Katari, elle est instigatrice et leader d’une révolte de natifs contre le pouvoir colonial espagnol dans le Haut-Pérou en 1781.

## Biographie
Sa date de naissance reste incertaine, certaines sources indiquant le 24 août 1753, d’autres le 12 août 1750. Elle est la fille de José et Josefa Vergas Sisa. Très jeune, elle commença à vendre des feuilles de coca avec ses parents. Cela lui permettait d'échapper aux conditions de servitude auxquelles devaient se plier les natifs. Son travail lui permit de prendre conscience de la souffrance subie par son peuple. En effet, ses frères condamnés à l'esclavage étaient maltraités, humiliés et soumis. À l’âge de 25 ans (vers 1778), elle épousa le cacique amérindien Julián Apaza Nina, alias Túpac Katari, avec qui elle eut 4 enfants et aux côtés de qui elle suscita en 1781 dans le Haut-Pérou (correspondant approximativement au territoire actuel de la Bolivie) un soulèvement indigène contre les Espagnols. Avec son mari, elle prit la tête d’une armée de quelque 40 000 combattants amérindiens, laquelle mit le siège devant la ville de La Paz. Katari et Sisa tenaient une cour royale à El Alto, tandis que leur armée maintint son siège 184 jours durant, de mars à juin et d’août à octobre 1781. À la suite de la capture de Katari survenue en avril, c’est Bartolina Sisa qui, commandant le siège, jouera un rôle crucial. Le siège fut finalement brisé par les troupes coloniales espagnoles dépêchées depuis Lima et Buenos Aires.
Bartolina Sisa fut capturée à son tour le 2 juillet 1781 avant son mari qui fut capturé le 10 novembre de la même année. Le 5 septembre 1782, les Espagnols la pendirent, après l’avoir humiliée publiquement sur la Plaza Colonial (actuelle Plaza Murillo), puis battue et violée. Ensuite, les Espagnols découpèrent son corps en morceaux, exhibèrent sa tête en public à Jayujayu-Marka afin d’intimider les natifs, et envoyèrent ses membres dans différents villages pour y être exposés.

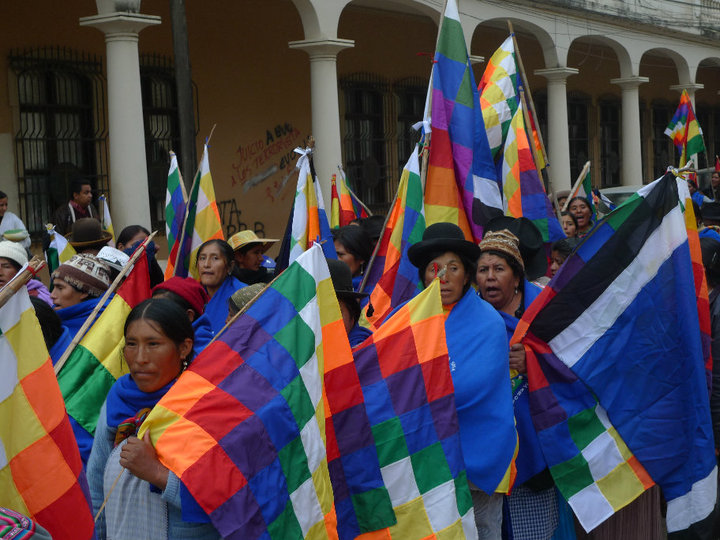
Manifestation en hommage à Bartolina Sisa dans la ville de Trinidad en Bolivie en 2010.

## Journée internationale de la Femme indigène (5 septembre)
Le 5 septembre 1983, lors de la deuxième Rencontre des organisations et mouvements d’Amérique tenue  à Tihuanacu en Bolivie, la date du 5 septembre fut proclamée, en l’honneur de Bartolina Sisa, Journée internationale de la Femme indigène (en esp. Día Internacional de la Mujer Indígena). À l’heure actuelle, de nombreuses communautés indigènes de Bolivie, du Pérou, du Chili et d’Argentine célèbrent cette journée, en hommage non seulement à Bartolina Sisa, mais aussi aux héroïnes de la Coronilla, femmes de Cochabamba qui en 1812 décidèrent, sous la direction de Manuela Gandarillas, vieille dame aveugle, et de Manuela Rodríguez, épouse de Esteban Arze, de s’organiser et de s’armer pour affronter, malgré la disproportion des forces, les troupes royalistes lors de la bataille livrée sur la colline de San Sebastián à la Coronilla (aujourd’hui Villa Coronilla, dans la banlieue de Cochabamba), le 27 mai 1812.
La chanteuse et militante Luzmila Carpio chanta une chanson nommée Bartolina Sisa en son honneur.